# Zamia oligodonta
Zamia oligodonta är en kärlväxtart som beskrevs av E. Calderón-sáenz och Dennis William Stevenson. Zamia oligodonta ingår i släktet Zamia och familjen Zamiaceae. IUCN kategoriserar arten globalt som otillräckligt studerad. Inga underarter finns listade i Catalogue of Life.